# Suszyce (Włocławek)
Suszyce – osiedle we Włocławku, położone w dzielnicy Zawiśle, w północnej części miasta.
Miejscowość Suszyce była wsią w ziemi dobrzyńskiej (położona na północnym brzegu Wisły) i do roku 1927 znajdowała się w gminie Szpetal, gdy przyłączono ją do miasta Włocławka.